# Marie-Madeleine Descelers
Marie-Madeleine Descelers, née à Tourcoing le 22 avril 1901 et morte le 23 octobre 1972 à Suresnes, est une peintre française.

## Biographie
Élève de Fernand Sabatté, elle expose en 1929 au Salon des artistes français dont elle est sociétaire, la toile Au mont Sithien : Mme Pottiez et sa sœur. 
Médaille d'honneur en 1932, hors-concours, elle prend encore part au Salon en 1972 en présentant une toile nommée Retour de chasse et un paysage.  